# Grupa warowna „Scharnhorst”

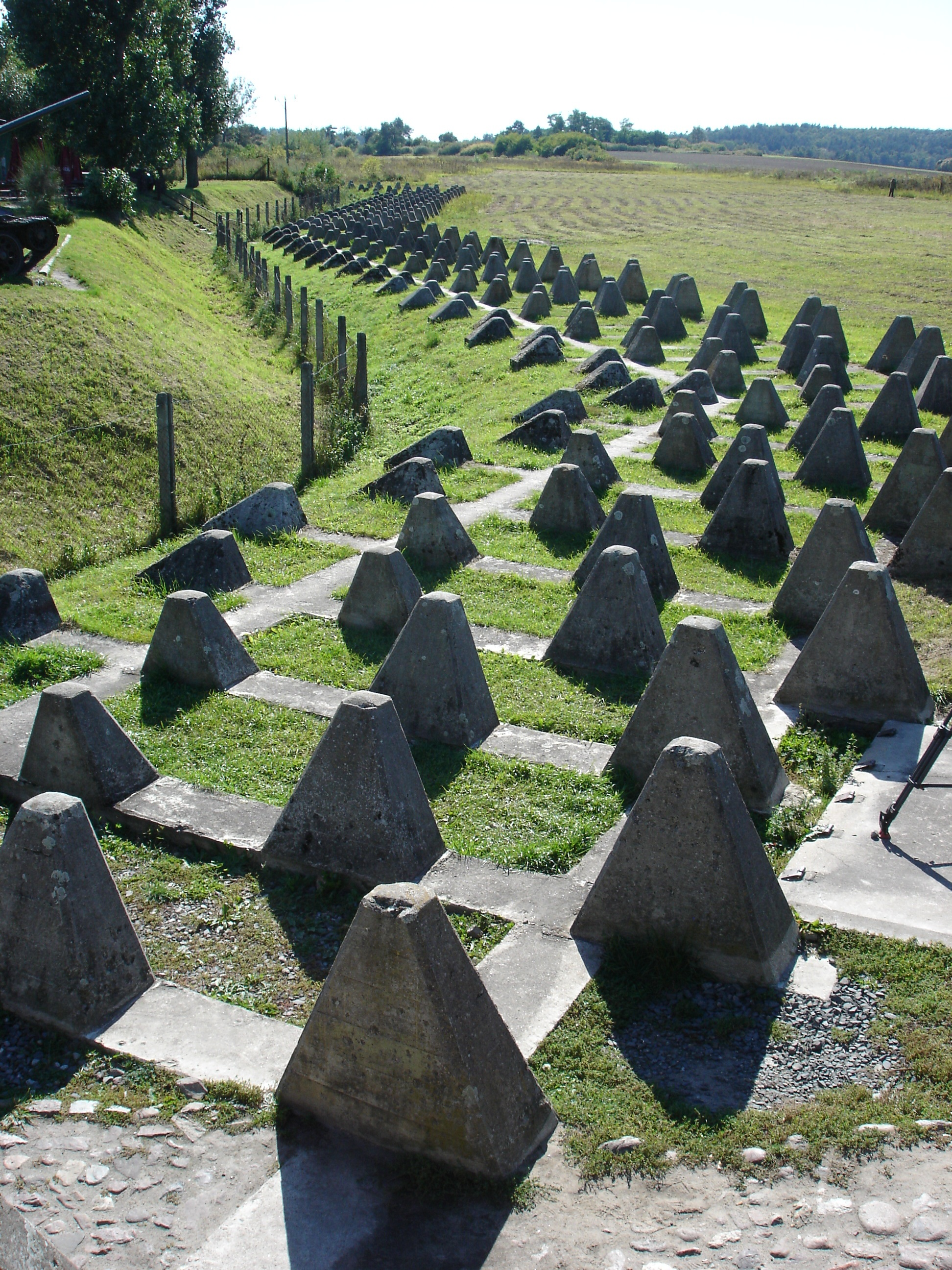
Zęby smoka na GW „Scharnhorst”

Grupa warowna „Scharnhorst” – jedna z 13 niemieckich grup warownych umocnień Łuku Odry-Warty (Oder-Warthe Bogen, Międzyrzeckiego Rejonu Umocnionego).
Grupa składa się z następujących obiektów:
- Pz.W. 716 – częściowo zburzony, posiadał: 1 kopułę dla dwóch karabinów maszynowych (20 P7), 1 kopułę obserwacyjną dla piechoty (438 P01), 1 kopułę dla automatycznego granatnika M19 (424 P01), 1 miotacz ognia (420 P9)
- Pz.W. 716a – częściowo zburzony, posiadał: 1 kopułę dla dwóch karabinów maszynowych (20 P7), 1 kopułę dla karabinu maszynowego (7 P7)
- Pz.W. 717 – nienaruszony, posiada: 2 kopuły dla dwóch karabinów maszynowych (20 P7), 1 kopułę obserwacyjną dla piechoty (438 P01), 1 kopułę dla automatycznego granatnika M19 (424 P01), 1 płytę dla karabinu maszynowego (7 P7); Panzerwerk 717 pełni również rolę zimowiska dla nietoperzy